# バラック・クシュナー
- バラク・クシュナー

バラック・クシュナー（Barak Kushner、1968年4月7日 - ）は、アメリカ合衆国出身の歴史学者。「バラク・クシュナー」とも表記される。
専門は近現代の東アジア史と近現代の日本史。ケンブリッジ大学教授、コーパス・クリスティ・カレッジ・フェロー。

## 人物・経歴
アメリカ合衆国ニュージャージー州の敬虔なユダヤ教徒の家に生まれる。1990年ブランダイス大学卒業。シカゴで社会科担当の高等学校教員を務めたのち、岩手県山田町教育委員会外国語指導助手として来日し、立教大学や東京大学、財団法人総合研究開発機構で研究、翻訳、編集に従事。瀋陽師範大学で西洋史の教鞭をとったのち、国立台湾大学留学などを経て、2002年プリンストン大学大学院で歴史学博士（PhD in history）の学位を取得。使用言語は日本語、中国語、フランス語。
デイビッドソン大学歴史学研究科で中国史と日本史の教鞭をとったのち、アメリカ合衆国国務省東アジア・太平洋局政治担当官を経て2006年からケンブリッジ大学講師、2010年から同准教授。のち、教授。兼コーパス・クリスティ・カレッジ・フェロー。アジア・中東学部日本学科近現代日本史リーダー（日本やアメリカでの教授に相当）として東アジア史を講じる。この間、2008年に南京大学客員研究員、2009年に早稲田大学客員研究員、2016年から2019年まで上海交通大学客員教授、2017年に大阪大学客員教授。
"Men to Devils, Devils to Men"でアメリカ歴史学会ジョン・K・フェアバンク賞受賞。また、ラーメン研究も行い、"Slurp! "でソフィー・コウ賞受賞。
2019年に今までの研究成果が評価され、第15回中曽根康弘賞優秀賞を受賞。

## 親族
外交官の水鳥真美（国際連合事務総長特別代表）は妻。

## 著書
- "Men to Devils, Devils to Men: Japanese War Crimes and Chinese Justice"（Harvard University Press, 2015）, 416 pages.（Winner of the American Historical Association's 2016 John K. Fairbank Prize）
- "Slurp! A Culinary and Social History of Ramen, Japan’s Favorite Noodle Soup"（Leiden: Brill, 2012）,（290 pages）.（Winner of the 2013 Sophie Coe Prize for Food History） Traditional Chinese translation, 顧若鵬（譯者陳正杰）『拉麵的驚奇之旅』（台北：允晨文化出版社, 2017）, 264 pages.
- "The Thought War - Japanese Imperial Propaganda"（Honolulu: University of Hawaii Press, 2006）, 242 pages. Japanese translation: バラク・クシュナー（井形彬訳）『思想戦:大日本帝国のプロパガンダ』（東京：明石書店, 2016）, 420 pages.